# Лунга (Флорештський район)
Лунга (рум. Lunga) — село у Флорештському районі Молдови. Утворює окрему комуну.

## Населення
За даними перепису населення 2004 року у селі проживали 1980 осіб.
Національний склад населення села:
| Національність       | Кількість осіб | Відсоток   |
| -------------------- | -------------- | ---------- |
| молдавани румуни     | 1811 36        | 91,5% 1,8% |
| росіяни              | 64             | 3,2%       |
| українці             | 63             | 3,2%       |
| гагаузи              | 1              | 0,1%       |
| інша / без відповіді | 5              | 0,3%       |
| Всього               | 1980           | 100%       |